# Khadamat Rafah
Der Khadamat Rafah Sports Club ist ein palästinensischer Fußballverein aus Rafah. Aktuell, Stand Oktober 2023, spielt der Verein in der Gaza Strip Premier League.

## Erfolge
- Gaza Strip Premier League
  - Meister: 1995/96, 1997/98, 2005/07, 2015/16, 2018/19, 2019/20, 2022/23

- Palestine Cup
  - Sieger: 2018/19

- Palestine FA Cup
  - Sieger: 1997

- Gaza Strip Cup
  - Sieger: 1997, 2013/14, 2018/19
  - Finalist: 2003, 2014/15, 2016/17

- Gaza Strip Supercup
  - Sieger: 2016
  - Finalist: 2000, 2014, 2019, 2020

## Stadion
Der Verein trägt seine Heimspiele im Rafah Municipal Stadium in Rafah aus. Das Stadion hat ein Fassungsvermögen von 5000 Personen.